# پنجاه طیف تاریک‌تر
پنجاه طیف تاریک‌تر (به انگلیسی: Fifty Shades Darker) یک رمان رمانتیک شهوانی محصول سال ۲۰۱۲ به قلم نویسندهٔ بریتانیایی، ای. ال. جیمز است. این بخش دوم سه‌گانه پنجاه سایه گری است که به عمق رابطه بین یک فارغ‌التحصیل، آناستازیا استیل، و یک تاجر جوان جذاب، کریستین گری می‌پردازد. اولین و سومین جلد، پنجاه سایه گری و پنجاه سایه آزادی، در سال ۲۰۱۱ و ۲۰۱۲ چاپ شدند. این رمان توسط وینتج بوکز منتشر شد و در فهرست بهترین محصول فروشی در یواس‌ای تودی رتبه دوم را کسب کرد.

## داستان
سه روز بعد از ترک کریستین، آنا کارش را در انتشارات مستقل سیاتل (SIP) به عنوان دستیار شخصی جک هاید شروع می‌کند. او احساس خوبی دربارهٔ جک ندارد. کریستین به او ایمیل می‌دهد تا او را به نمایشگاه گالری دوستش، خوزه رودریگز، در پورتلند ببرد. این دو باهم به نمایشگاه می‌روند و آشتی می‌کنند. کریستین عکس‌های خوزه از آنا را می‌خرد؛ زیرا نمی‌خواهد افراد دیگر این عکس‌ها را در خانه‌شان داشته باشند.
کریستین به آنا می‌گوید که SIP را خریده ولی این معامله باید تا یک ماه فاش نشود. آنا ناراحت است که کریستین در کارش دخالت می‌کند؛ مخصوصاً بعد از اینکه حساب‌های شرکت را مسدود می‌کند تا آنا نتواند با جک به سفری یک روزه به نیویورک برود. کریستین اصرار دارد که این برای محافظت از آنا بوده‌است، چون جک یک «زن باز شناخته شده» است. وقتی جک می‌خواهد از آنا اخاذی کند و از او خواسته‌های جنسی دارد، این ظن به واقعیت می‌پیوندد. آنا فرار می‌کند. کریستین هم جک را اخراج کرده و کامیپوترش را مصادره می‌کند.
آنا برای اولین بار خانم رابینسون (النا لینکولن) را ملاقات می‌کند و می‌فهمد که النا و کریستین باهم صاحب یک سالن زیبایی هستند. آنا بسیار ناراحت است که کریستین به دوستی با زنی ادامه می‌دهد که در ۱۵ سالگی او را فریب داده‌است. وقتی خانم رابینسون می‌فهمد که کریستین، آنا را به عنوان دوست دخترش می‌داند و نه یک برده، با آنا دشمن می‌شود و سعی می‌کند این رابطه را خراب کند.
لیلا ویلیامز آشفته، یکی از برده‌های سابق کریستین، آنا را دنبال می‌کند. ترس آنا وقتی بیشتر می‌شود که می‌فهمد لیلا اسلحه دارد. نهایتاً لیلا وارد آپارتمان آنا شده و با اسلحه او را تهدید می‌کند. کریستین با قدرت سروری/بردگی خود، موقعیت را کنترل می‌کند ولی این باعث می‌شود آنا فکر کند که کریستین با یک رابطه وانیلی ارضا نمی‌شود. سپس با برادر کیت، اتان، بیرون می‌رود و مست می‌کند.
آنا دربارهٔ لیلا با کریستین بحث می‌کند. کریستین می‌ترسد که انا دوباره ترکش کند، پس آنی به او درخواست ازدواج می‌دهد ولی آنا به زمان نیاز دارد.
خوزه برای دیدن آنا به سیاتل می‌رود. او هنوز هم در نظر کریستین یک رقیب عشقی است و فقط به شرطی به آنها اجازه دیدار می‌دهد که هردو در اسکالا بمانند. در شب اقامت خوزه (و شب قبل از تولد ۲۸ سالگی کریستین)، کریستین در سفر هوایی از پورتلند به سیاتل با هلیکوپترش گم می‌شود. او نهایتاً سالم به اسکالا برمی گردد توضیح می‌دهد که هردو موتور هلیکوپترش خراب شدند و این موضوع مشکوک است. آنا می‌فهمد که هرگز نمی‌خواهد بدون او باشد و خواستگاری را قبول می‌کند.
روز بعد، خانواده کریستین برایش مهمانی تولد می‌گیرند و تمام دوستانشان از جمله النا را دعوت می‌کنند. کریستین و آنا نامزدیشان را اعلام می‌کنند. النا با عصبانیت با آنا رو در رو می‌شود و به او تهمت «بهره جویی» می‌زند و اصرار می‌کند که کریستین هرگز حقیقتاً با رابطه وانیلی ارضا نخواهد شد. مادر کریستین از ماجرا خبردار می‌شود و از اینکه می‌فهمد النا از پسر نوجوانش سوءاستفاده کرده، ناراحت می‌شود. النا با خفت خانه را ترک می‌کند و کریستین تصمیم می‌گیرد که رابطه تجاریشان را تمام کند.
کریستین، آنا را از مهمانی دور می‌کند و در اتاقک ساحلی که با شمع و گل تزیین شده، به‌طور واقعی و رسمی از او خواستگاری می‌کند. آنا می‌پذیرد. خارج خانه گری‌ها، جک هاید اتفاقات را مشاهده می‌کند و معلوم می‌شود او هلیکوپتر کریستین را خراب کرده بوده و به دنبال انتقام است.

## بازخورد
این رمان در لیست بهترین کالای فروشی در یواس‌ای تودی رتبه دوم را کسب کرد. گاردین هم به آن رتبه ۱۱ را در لیست ۱۰۰ کتاب پرفروش تمام دوران‌ها داد.

## اقتباس سینمایی
نوشتار اصلی: پنجاه طیف تاریک‌تر (فیلم)
اولین کتاب مجموعه فیلمی با همین نام ساخته شد که در ۱۳ فوریه ۲۰۱۵ منتشر شد. قبل از اولین فیلم، انتظارات وسیعی از سوی هوادارن بود که دنباله فیلم هم ساخته شود. درهرحال، در مارس ۲۰۱۴، تهیه‌کننده اولین فیلم، دانا برونتی بیان کرد که در حال حاضر برنامه‌ای برای ساخت ادامه فیلم وجود ندارد. بعد از اولین نمایش خاص فیلم در نیویورک در ۶ فوریه ۲۰۱۵، سم تیلور-جانسون تأکید کرد که دو دنباله هم ساخته می‌شود و پنجاه طیف تاریک‌تر توسط یونیورسال استودیوز در فوریه سال ۲۰۱۷ منتشر خواهد شد. فیلمبرداری اصلی از فوریه ۲۰۱۶ در ونکوور و پاریس آغاز شده‌است.